# Inhaúma
Inhaúma là một đô thị thuộc bang Minas Gerais, Brasil. Đô thị này có diện tích 244,349 km², dân số năm 2007 là 5347 người, mật độ 22,6 người/km².